# Kastrup (metrostation)
Kastrup is een bovengronds station van de metro van Kopenhagen in de gelijknamige wijk Kastrup in de Deense gemeente Tårnby op het eiland Amager.
Het metrostation bevindt zich aan de Ved Stationen en werd geopend op 28 september 2007. Het station wordt bediend door metrolijn M2. 

## Geschiedenis
Op 17 juli 1907 opende de Amagerbanen haar 12 km lange spoorlijn aan de oostkant van het eiland Amager tussen Amagerbro en Dragør met een station bij het dorp Kastrup halverwege de lijn. Op 15 juni 1957 werd de lijn ten zuiden van Kastrup gesloten om de uitbreiding van de luchthaven mogelijk te maken. De reizigersdienst werd al in 1938 gestaakt, de goederendienst werd voortgezet tot 1991.  Het ontwerp uit 1995 voor de metro kende al een vertakking, lijn M2, ten behoeve van een toekomstige metrolijn naar het vliegveld. In het voorjaar van 2004 werd begonnen met het bouwen van de verlenging van de M2 als metro op het tracé van de voormalige Amagerbanen. Het station van Kastrup werd omgebouwd tot metrostation, al is het stationsgebouw uit 1907 niet hergebruikt.
De metrolijn M2 werd op 28 september 2007 geopend door Kroonprins Frederik, waarmee de heropening van het station een feit was. In 2014 werd de ondertitel Den Blå Planet aan de stationsnaam toegevoegd als verwijzing naar het aquarium aan de kust op 500 meter ten oosten van het station.

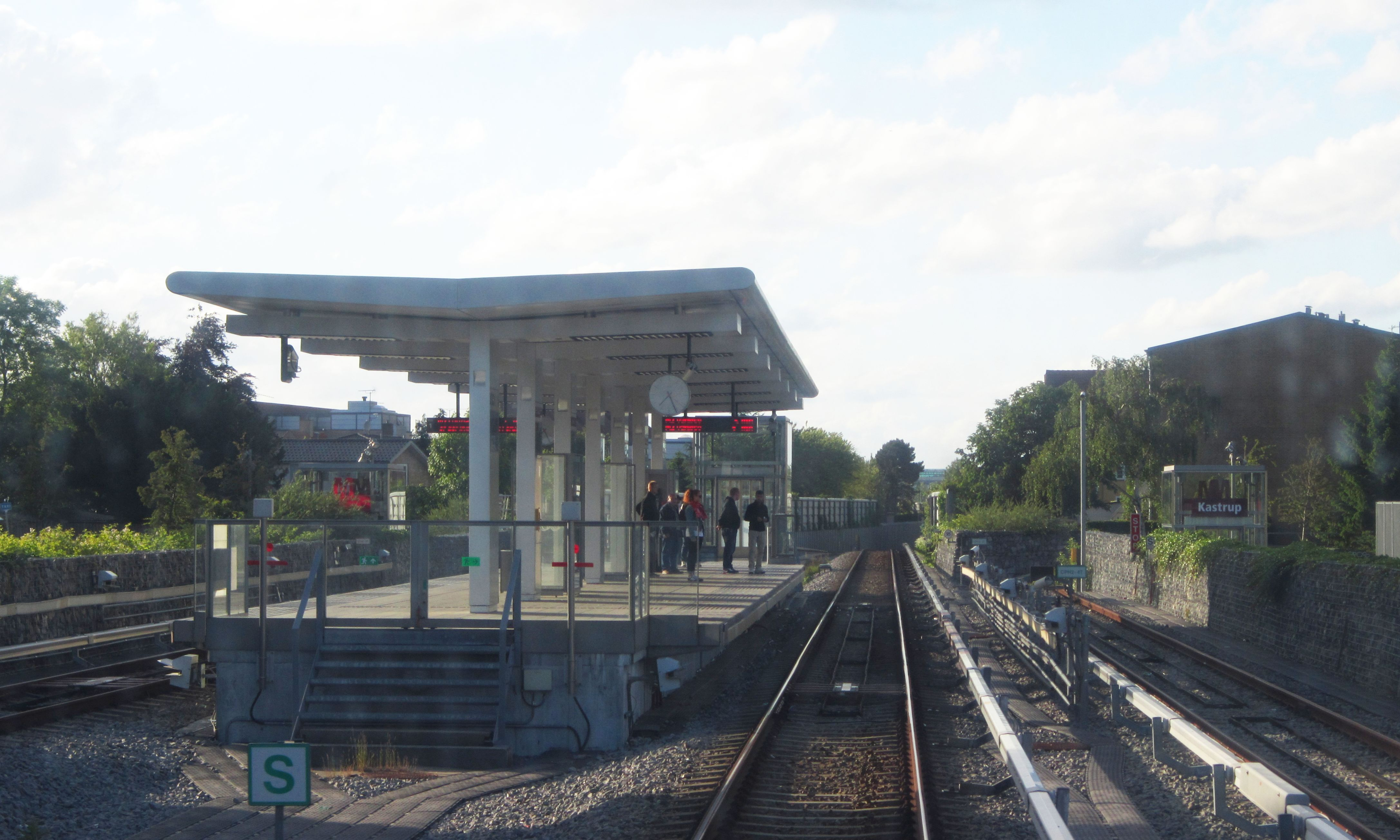
Het metroperron gezien uit het zuiden, nog zonder perronhekken.
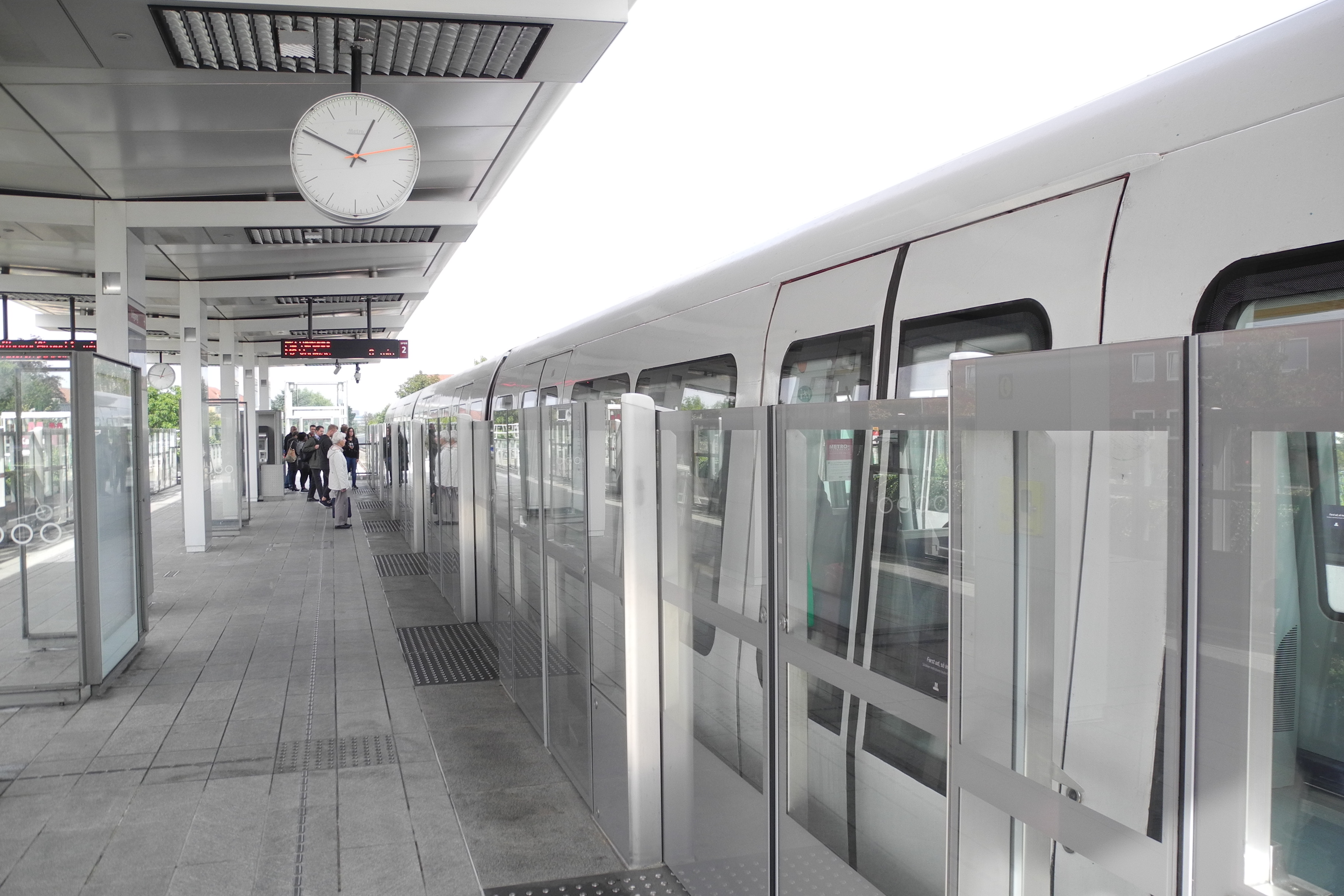
Metrostel langs het perron na het plaatsen van de perronhekken.
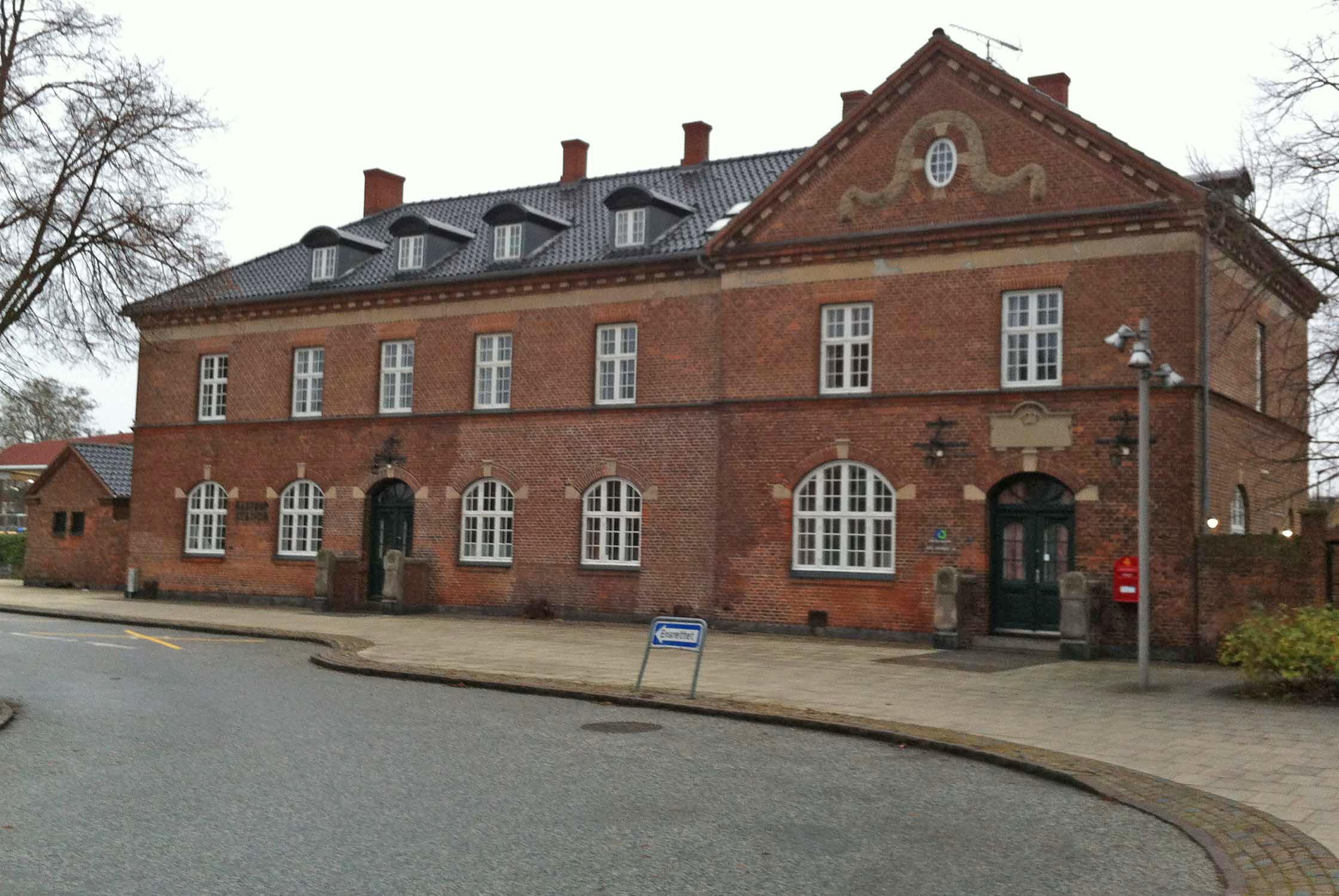
Het stationsgebouw uit 1907.

## Ligging en inrichting
Het eilandperron voor de metro werd gebouwd op het noordelijke deel van het emplacement en ligt iets noordelijker dan het stationsgebouw van Heinrich Wenck uit 1907. Aanvankelijk had Københavns Lufthavn als enige bovengrondse station perrondeuren. In 2012 werd besloten om de bovengrondse metrostations in Kopenhagen te voorzien van perronhekken, hetgeen in 2015 was gerealiseerd. De toegang tot het perron ligt in een reizigerstunnel aan het noordeinde van het perron. Aan weerszijden van het spoor liggen toegangen tot de reizigerstunnel met elk een vaste trap en lift, het perron is eveneens met een lift en vaste trap verbonden met de reizigerstunnel. De overweg ten noorden van het station is verwijderd en aan beide zijden van het spoor is daar een fietsenstalling gebouwd. Aan de oostkant ligt een opstelspoor dat vanuit het zuiden bereikt kan worden, de doorgaande sporen lopen aan de zuidkant een helling op richting het vliegveld, aan de noordkant dalen ze af in een tunnelbak om de Saltværksvej ongelijkvloers te kruisen. 
Vanløse  · Flintholm  · Lindevang · Fasanvej · Frederiksberg · Forum · Nørreport   · Kongens Nytorv · Christianshavn · Amagerbro · Lergravsparken · Øresund · Amager Strand · Femøren · Kastrup · Københavns Lufthavn 